# Clasificarea Regnului Animalia după Georgescu 1997
| Regnul   | Subregnul | Diviziunea                         | Grupul     | Ramura                       | Ramura                       | Încrengătura                                                                           | Nevertebrate |
| 1        | 2         | 3                                  | 4          | 5                            | 5                            | 6                                                                                      | Nevertebrate |
| Animalia | Metazoa   | Diploblastica (Didermice)(Radiata) | -          | -                            | -                            | Spongia                                                                                | Nevertebrate |
| Animalia | Metazoa   | Diploblastica (Didermice)(Radiata) | -          | -                            | -                            | Cnidari, Ctenaria, Acnidaria                                                           | Nevertebrate |
| Animalia | Metazoa   | Triploblastica (Bilateralia)       | Spiralia   | Protostomieni acelomați      | Protostomieni acelomați      | Plathelminthes, Nemertieni (Rhynchocoela)                                              | Nevertebrate |
| Animalia | Metazoa   | Triploblastica (Bilateralia)       | Spiralia   | Protostomieni pseudocelomați | Protostomieni pseudocelomați | Nemathelminthes, Acanthocephala, Entoprocta                                            | Nevertebrate |
| Animalia | Metazoa   | Triploblastica (Bilateralia)       | Spiralia   | Protostomieni eucelomați     | Hiponeurieni                 | Mollusca, Sipunculida, Echiurida, Priapluida                                           | Nevertebrate |
| Animalia | Metazoa   | Triploblastica (Bilateralia)       | Articulata | Protostomieni eucelomați     | Hiponeurieni                 | Annelida, Onychophora, Tardigrada, Linguatulida, Arthropoda, Lophophorata              | Nevertebrate |
| Animalia | Metazoa   | Triploblastica (Bilateralia)       | Articulata | Deuterstomieni eucelomați    | Epitelioneurieni             | Echinodermata, Hemicordata, Pogonophora, Chaetognatha                                  | Nevertebrate |
| Animalia | Metazoa   | Triploblastica (Bilateralia)       | Articulata | Deuterstomieni eucelomați    | Epineurieni (Cordate)        | Urochordata, Cephalochordata, Cyclostomata, Pisces, Amphibia, Reptilia, Aves, Mammalia | Cordate      |
| -------- | --------- | ---------------------------------- | ---------- | ---------------------------- | ---------------------------- | -------------------------------------------------------------------------------------- | ------------ |